# 奏手候
奏手候（かなでてそうろう）は日本を中心に活動するメンバー全員が袴等の和装で公演を行う語りべ和ロック楽団。
静越(しずこし)地方/亜寡町（アカマチ）という架空の地域の民話や偉人伝承を語りと唄、音楽で聴衆へ伝える形式をとる。

## 曲調
和風ロックというジャンルに属してはいるものの、三味線や尺八、和太鼓等の和楽器を織り交ぜた和ロックとは違い、ボーカル、エレキギター、シンセベース、ドラムというシンプルなロックバンド形式で、和楽器を一切使わずに和を表現する事を前提とする。
これは、海外で多く活動する奏手候が、例えば海外の方でもすぐに手に入る楽器で日本の音楽を演奏する事が出来ればという想いから始まった形式であり、又音階や奏法、歌い回し、視覚効果などだけで和を表現するという極めて難解な挑戦をしている。
曲調は曲のコンセプトにより幅広いが、主に８０～９０年代の洋楽(中でもハードロック、メタル)の影響を色濃く受けている為、明るいフェスなどの他に、ハードロック、メタル系のイベントに出没する事もある。
池田成人によると「和風コードを真に理解していないと作れない音作りと歌詞作りをしているのが、この世界でも珍しい」とも言わせるほど。
一般的なヨナ抜き音階（ヒ・フ・ミ・ヨ・イ・ム・ナの音階からヨナを抜く）だけで和風というわけではない理解が音楽から感じるとのこと。
「ライブというよりお祭り！？」と呼ばれるほど、初めての観客も参加できる曲調。

## 世界観
開国から年月は流れ、貿易業で大きく発展した亜寡町（アカマチ）は和洋折衷の独特の文化を形成しており、技術者達の熱心な研究の結果、蒸気機関が飛躍的に発達し、町は様々な電気器具で溢れかえっていた。
目まぐるしく変化する最先端の日常生活の中で、音楽や楽器もまた革新的な進化を遂げていた。
亜寡町の中心部である繁華街には南蛮ヱレキ楽器を専門に扱う店が軒を連ね、
大音量で激しいヱレキ音楽を演奏する為の「演奏小屋」も歌舞伎小屋や芝居小屋と共に、夜の街を音と光で華やかに彩っていた。
大規模合戦などは既に遠い過去の話。
人々は、この良きハイカラな時代を謳歌しているのであった。

## 講演記録
【第236回】2021. 12. 22(水) 《京都》KYOTO MUSE
【第235回】2021. 12. 5(日) 《滋賀》U-STONE
【第234回】2021. 11. 7(日) 《大阪》堺東Goith
【第233回】2021.9.18(土) 《大阪》堺FANDANGO
【第232回】2021.9.3(金) 《配信公演》/単独公演
【第231回】2021.8.22(日) 《三重》伊賀 青山ホール
【第230回】2021.7.23(金・祝) 《大阪》南堀江 SOCORE FACTORY
【第229回】2021.6.29(火) 《京都》KYOTO MUSE
【第228回】2021.5.30(日) 《三重》四日市温泉 おふろcafé 湯守座
【第227回】2021.3.28(日)《京都》KYOTO MUSE
【第226回】2021.3.13(土) 《配信公演》/単独公演
【第225回】2021.1.30(土)《三重》四日市温泉 おふろcafe 湯守座
【第224回】2021.1.22(金)《京都》《人数制限有》KYOTO MUSE/２マン公演
【第223回】2021.1.10(日)《大阪》《振替公演/人数制限有》アメリカ村 DROP/GOLD RUSH
【第222回】2020.12. 30(水)《大阪》《人数制限有/兼配信公演》南堀江 knave
【第221回】2020.12.27(日)《三重》四日市温泉 おふろcafe 湯守座
【第220回】2020.11.28(土)《大阪》《振替公演》都シティ大阪天王寺/ディナーショー
【第219回】2020.10.3(土) 《大阪》《人数制限有/兼配信公演》寺田町Fireloop/単独公演
【第218回】2020.9.15(火) 《大阪》《振替公演/人数制限有》心斎橋 Music Club JANUS
【第217回】2020.7.23(木・祝)《配信公演》/単独公演
【第216回】2020.3.22(日)《大阪》心斎橋 Pangea
【第215回】2020.2.29(土)《大阪》西心斎橋 SHOVEL
【第214回】2020.2.15(土)《愛知》栄 TIGHT ROPE
【第213回】2020.1.5(日)《配信公演》/単独公演
【第212回】2019.12.29(日)《大阪》南堀江knave
【第211回】2019.12.1(日)《台湾》台糖縣民公園/農人祭
【第210回】2019.11.22(金)《京都》京都工芸繊維大学/学園祭
【第209回】2019.11.17(日)《大阪》南堀江knave/単独公演
【第208回】2019.10.22(火・祝)《大阪》南堀江knave
【第207回】2019.10.19(土)《大阪》大阪国際大学 守口キャンパス 特設野外ステージ/学園祭
【第206回】2019.9.14(土)《兵庫》神戸108/反逆Fes2019
【第205回】2019.8.31(土)《滋賀》野洲 BARI-HARI
【第203～204回】2019.8.17(土)～18(日)《台湾》溪頭松林町妖怪村(南投)/台湾公演
【第202回】2019.8.3(土)《大阪》心斎橋SHOVEL
【第201回】2019.7.20(土)《大阪》寺田町Fireloop/単独公演
【第200回】2019.7.13(土)《東京》目黒 鹿鳴館
【第199回】2019.6.15(土)《大阪》寺田町 Fireloop/3マン公演
【第198回】2019.6.8(土)《大阪》堺東GOITH/3マン公演
【第197回】2019.5.26(日)《大阪》心斎橋 JUZA
【第196回】2019.5.18(土)《大阪》梅田Rumio
【第195回】2019.5.11(土)《兵庫》神戸 湊川公園 メインステージ/新開地音楽祭
【第194回】2019.5.3(金・祝)《大阪》南堀江 SOCORE FACTORY
【第193回】2019.4.30(火・祝)《大阪》南堀江 knave
【第192回】2019.4.13(土)《愛知》名古屋 SOUNDNOTE
【第191回】2019.4.7(日)《大阪》大阪城公園特設野外ステージ/城天
【第190回】2019.3.17(日)《大阪》西心斎橋 SHOVEL
【第189回】2019.3.2(土)《大阪》南堀江 knave
【第188回】2019.2.10(日)《大阪》心斎橋 AtlantiQs
【第187回】2019.2.3(日)《愛知》名古屋 八事 SOUND NOTE
【第186回】2019.1.12(土)《愛知》名古屋 栄 TIGHT ROPE
【第185回】2019.1.5(土)《大阪》南堀江 knave 
【第184回】2018.12.22(土)《静岡》富士 ANIMAL NEST
【第183回】2018.12.2(日)《滋賀》マキノピックランド 野外ステージ
【第182回】2018.12.1(土)《京都》イオンモール京都桂川
【第181回】2018.11.25(日)《京都》京都 MOJO
【第180回】2018.11.23(金・祝)《愛知》名古屋 今池 HUCK FINN
【第179回】2018.11.15(木)《東京》渋谷 TSUTAYA O-WEST
【第178回】2018.11.11(日)《愛知》名古屋 REDDRAGON/サーキット
【第177回】2018.10.27(土)《台湾》南投 埔里 顔氏牧場/無限自由音樂藝術節'18
【第176回】2018.10.26(金)《台湾》台北 Revolver
【第175回】2018.10.21(日)《大阪》大阪国際大学 守口キャンパス 特設野外ステージ/学園祭
【第174回】2018.10.14(日)《大阪》寺田町 Fireloop/単独公演
【第173回】2018.10.7(日)《広島》広島みなと公園/第７回 豊稔ひろしま和太鼓フェスティバル
【第172回】2018.10.6(土)《名古屋》今池 GROW/ガールズストライク2018
【第171回】2018.9.15(土)《千葉》新松戸 FIREBIRD
【第170回】2018.9.9(日)《兵庫》出石 永楽館/ジンリキソニック
【第169回】2018.9.1(土)《京都》MOJO
【第168回】2018.8.26(日)《滋賀》野洲 BARI-HARI/ヲタトークフェスタ
【第167回】2018.8.25(土)《滋賀》 U-STONE
【第165～166回】2018.8.11(土)～12(日)《台湾》渓頭 妖怪村
【第164回】2018.8.10(金)《台湾》迴響音樂藝文展演空間 SOUND Live House
【第163回】2018.7.21(土)《大阪》心斎橋 VARON
【第162回】2018.7.16(月・祝)《大阪》大阪城野外音楽堂/ROCK BLESS FESTA
【第161回】2018.7.7(土)《名古屋》藤が丘 MUSICFARM
【第160回】2018.6.24(日)《大阪》大阪城公園特設野外ステージ/城天
【第159回】2018.6.17(日)《名古屋》RAD SEVEN
【第158回】2018.6.2(土)《東京》下北沢 CLUB 251
【第157回】2018.5.20(日)《大阪》天王寺 Fireloop
【第156回】2018.5.19(土)《滋賀》石山 U★STONE
【第155回】2018.5.12(土)《兵庫》神戸 新開地/新開地音楽祭
【第154回】2018.5.5(土・祝)《東京》池袋 LIVE INN ROSA
【第153回】2018.4.29(日)《京都》京都 MOJO/犬神サアカス團様OA
【第152回】2018.4.28(土)《石川》金沢市民芸術村ミュージック工房
【第151回】2018.4.15(日)《アメリカ》ワシントンD.C.　The National Harbor/全米桜祭り
【第150回】2018.4.14(土)《アメリカ》ワシントンD.C.　Pennsylvania Avenue/全米桜祭り
【第149回】2018.4.13(金)《アメリカ》ワシントンD.C.　Tidal Basin/全米桜祭り
【第148回】2018.4.1(日)《大阪》大阪城公園特設野外ステージ/城天
【第147回】2018.3.24(土)《大阪》天王寺 Fireloop/単独公演
【第146回】2018.3.3(土)《愛知》名古屋 八事 SOUNDNOTE
【第145回】2018.2.18(日)《大阪》大阪城公園特設野外ステージ/城天
【第144回】2018.2.10(土)《千葉》新松戸 FIREBIRD
【第143回】2018.1.28(日)《滋賀》野洲 BARI-HARI
【第142回】2018.1.7(日)《大阪》天王寺 Fireloop 
【第141回】2017.12.16(土)《静岡》ANIMAL NEST FUJI SHIZUOKA
【第140回】2017.11.23(木・祝)《大阪》阿波座 BIG JACK/２マン公演
【第139回】2017.11.5(日)《大阪》心斎橋 火影-HOKAGE-
【第138回】2017.11.3(金・祝)《東京》池袋 LIVE INN ROSA
【第137回】2017.10.29(日)《大阪》天王寺 Fireloop
【第136回】2017.10.21(土)《大阪》心斎橋 CLAPPER
【第135回】2017.10.8(日)《台湾》台中 顏氏牧場/無限自由音樂藝術節'17 Unlimited Freedom Festival
【第134回】2017.9.24(日)《大阪》堀江 SOCORE FACTORY/３マン公演
【第133回】2017.9.18(月・祝)《滋賀》野洲 BARI-HARI
【第132回】2017.9.9(土)《愛知》名古屋 栄 TIGHT ROPE
【第131回】2017.8.27(日)《京都》四条新町 MOJO
【第130回】2017.8.20(日)《台湾》溪頭松林町妖怪村（南投）
【第129回】2017.8.16(水)《大阪》心斎橋 JANUS
【第128回】2017.8.6(日)《大阪》阪神梅田本店　８F催場
【第127回】2017.7.29(土)《滋賀》石山 U☆STONE
【第126回】2017.7.22(土)《大阪》天王寺 Fireloop
【第125回】2017.7.16(日)《大阪》服部緑地野外音楽堂/ROCK BLESS FESTA
【第124回】2017.6.25(日)《京都》MOJO
【第123回】2017.6.24(土)《大阪》千日前 ユニバース/EMERGENZA JAPAN 決勝
【第122回】2017.6.11(日)《滋賀》浜大津 B-FLAT
【第121回】2017.6.4(日)《大阪》日本橋 STAR BOX
【第120回】2017.5.27(土)《東京》東京ビッグサイト/デザインフェスタ
【第119回】2017.5.13(土)《大阪》あべのROCKTOWN/EMERGENZA JAPAN 準決勝
【第118回】2017.5.7(日)《大阪》大阪城公園特設野外ステージ/城天
【第117回】2017.5.5(金・祝)《大阪》MarianaCAFE/茨木音楽祭
【第116回】2017.5.3(水・祝)《大阪》天王寺 Fireloop/単独公演
【第115回】2017.4.29(土・祝)《大阪》心斎橋 soma
【第114回】2017.4.23(日)《東京》高円寺 Club ROOTS
【第113回】2017.4.16(日)《滋賀》野洲 BARI-HARI
【第112回】2017.4.9(日)《アメリカ Philadelphia》Fairmount Park Horticulture Center/subaru cherry blossom festival/全米桜祭り
【第111回】2017.4.8(土)《アメリカ ワシントンD.C.》M Street and New Jersey Avenue,SE/Sakura Matsuri/全米桜祭り
【第110回】2017.4.2(日)《大阪》大阪城公園特設野外ステージ/城天
【第109回】2017.3.26(日)《京都》四条大宮 Studio 246 KYOTO Lst/稽古場公演
【第108回】2017.3.19(日)《京都》四条新町 MOJO
【第107回】2017.3.4(土)《大阪》天王寺 Fireloop
【第106回】2017.2.19(日)《大阪》十三 FANDANGO/ASIA SERIES in JAPAN
【第105回】2017.2.18(土)《大阪》心斎橋 AtlantiQs/EMERGENZA JAPAN 予選
【第104回】2017.2.12(日)《京都》三条河原町 VOXhall
【第103回】2017.2.4(土)《大阪》三国ヶ丘 FUZZ
【第102回】2017.1.22(日)《京都》四条大宮 Studio 246 KYOTO Lst/稽古場公演
【第101回】2017.1.21(土)《京都》四条新町 MOJO
【第100回】2017.1.14(土)《大阪》天王寺 Fireloop
【第99回】2017.1.8(日)《滋賀》浜大津 B-FLAT
【第98回】2016.12.29(木)《大阪》南堀江 SOCORE FACTORY
【第97回】2016.12.25(日)《大阪》心斎橋 FANJ
【第96回】2016.12.4(日)《大阪》心斎橋 AtlantiQs
【第95回】2016.11.23(水・祝)《京都》Studio 246KYOTO Lst/稽古場公演
【第94回】2016.11.12(土)《大阪》梅田 Zeela
【第93回】2016.10.29(土)《東京》浅草六区ゆめまち劇場/浅草ハロウヰン六區
【第92回】2016.10.23(日)《大阪》大阪国際大学 特設野外ステージ/学園祭
【第91回】2016.10.22(土) 《大阪》心斎橋 CLAPPER
【第90回】2016.10.10(月・祝)《京都》四条大宮 Studio 246 KYOTO Lst/稽古場公演
【第89回】2016.10.8(土)《大阪》Gallery Cafe *Kirin* 屋上特設ステージ/なにわ妖隗祭
【第88回】2016.9.4(日)《大阪》心斎橋 FANJ
【第87回】2016.8.21(日)《滋賀》浜大津 B-FLAT
【第86回】2016.8.7(日)《京都》四条新町 MOJO
【第85回】2016.7.31(日)《京都》四条大宮 Studio 246 KYOTO Lst/稽古場公演
【第84回】2016.7.17(日)《東京》代官山 晴れたら空に豆まいて/単独企画
【第83回】2016.7.16(土)《台湾 嘉義》嘉義文化創意産業園區/覚醒音楽祭
【第82回】2016.6.25(土)《愛知》名古屋 栄 久屋広場/Aichi Music Campus
【第81回】2016.5.29(日)《京都》四条大宮 Studio 246 KYOTO Lst/稽古場公演
【第80回】2016.5.8(日)《大阪》大阪城公園特設野外ステージ/城天
【第79回】2016.5.1(日)《大阪》大阪城公園特設野外ステージ/城天
【第78回】2016.4.17(日)《アメリカ Philadelphia》Fairmount Park Horticulture Center/subaru cherry blossom festival/全米桜祭り
【第77回】2016.4.16(土)《アメリカ ワシントンD.C.》M Street and New Jersey Avenue,SE/Sakura Matsuri/全米桜祭り
【第76回】2016.4.15(金)《アメリカ ワシントンD.C.》National 4-H Conference Center/Japan Bowl
【第75回】2016.4.10(日)《大阪》大阪城公園特設野外ステージ/城天
【第74回】2016.4.3(日)《京都》四条大宮 Studio 246 KYOTO Lst/稽古場公演
【第73回】2016.3.13(日)《大阪》大阪城公園特設野外ステージ/城天
【第72回】2016.3.6(日)《大阪》大阪城公園特設野外ステージ/城天
【第71回】2016.2.28(日)《大阪》大阪城公園特設野外ステージ/城天
【第70回】2016.2.13(土)《大阪》心斎橋 BRONZE
【第69回】2016.1.31(日)《京都》四条大宮 Studio 246 KYOTO Lst/稽古場公演
【第68回】2016.1.23(土)《大阪》天王寺 Fireloop
【第67回】2016.1.10(日)《大阪》大阪城公園特設野外ステージ/城天
【第66回】2015.12.6(日)《埼玉》川越 蓮馨寺/狐宵祭
【第65回】2015.12.5(土)《京都》四条大宮 Studio 246 KYOTO Lst/千本ROCK Festival
【第64回】2015.11.29(日)《京都》四条大宮 Studio 246 KYOTO Lst/稽古場公演
【第63回】2015.11.21(土)《東京》東京ビッグサイト/デザインフェスタ
【第62回】2015.11.14(土) 《京都》大谷大学/学園祭
【第61回】2015.11.1(日) 《大阪》心斎橋 CLAPPER
【第60回】2015.10.31(土)《京都》長岡京駅前バンビオ広場/ガラシャ祭
【第59回】2015.10.18(日)《大阪》大阪国際大学 奥田メモリアルホール/学園祭
【第58回】2015.10.4(日)《大阪》天王寺 Fireloop
【第57回】2015.9.27(日)《滋賀》野洲 BARI-HARI/ヲタトークフェスタ
【第56回】2015.9.12(土)《京都》呉竹文化センター/ベリーダンスショーゲスト出演
【第55回】2015.8.30(日)《大阪》天王寺 Fireloop
【第54回】2015.8.9(日)《京都》祇園 SILVER WINGS
【第53回】2015.7.18(土)《大阪》天王寺 Fireloop/単独企画
【第52回】2015.7.5(日)《大阪》大阪城公園特設野外ステージ/城天
【第51回】2015.6.28(日)《大阪》天王寺 Fireloop
【第50回】2015.6.14(日)《大阪》大阪城公園特設野外ステージ/城天
【第49回】2015.6.7(日)《大阪》大阪城公園特設野外ステージ/城天
【第48回】2015.5.30(土)《京都》四条大宮 Studio 246 KYOTO Lst/稽古場公演
【第47回】2015.5.16(土)《東京》東京ビッグサイト/デザインフェスタ
【第46回】2015.5.3(日)《大阪》大阪城公園特設野外ステージ/城天
【第45回】2015.4.25(土)《東京》渋谷 eggman/EMERGENZA JAPAN 準決勝
【第44回】2015.4.19(日)《千葉》新松戸 FIREBIRD
【第43回】2015.4.11(土)《アメリカ ワシントンD.C.》Pennsylvania Avenue from 9th to 14th Streets NW (from FBI headquarters to near the White House grounds)/全米桜祭り
【第42回】2015.4.10(金)《アメリカ ワシントンD.C.》Ronald Reagan Washington National Airport
【第41回】2015.4.9(木)《アメリカ Arlington》IOTA CLUB&CAFE
【第40回】2015.4.8(水)《アメリカ New York》Otto's Shrunken Head
【第39回】2015.3.29(日) 《大阪》心斎橋 CLAPPER
【第38回】2015.3.8(日) 《大阪》大阪城公園特設野外ステージ/城天
【第37回】2015.3.1(日) 《滋賀》野洲 BARI-HARI
【第36回】2015.2.28(土) 《京都》国際会館前 京都FANJ/都フェス
【第35回】2015.2.22(日) 《京都》四条大宮 Studio 246 KYOTO Lst/稽古場公演
【第34回】2015.2.15(日) 《兵庫》神戸 太陽と虎
【第33回】2015.1.25(日) 《東京》下北沢 ERA/EMERGENZA JAPAN 予選
【第32回】2015.1.24(土) 《千葉》新松戸 FIREBIRD
【第31回】2015.1.11(日) 《大阪》大阪城公園特設野外ステージ/城天
【第30回】2014.12.27(土)《京都》四条大宮 Studio246KYOTO Lst
【第29回】2014.12.21(日)《大阪》大阪城公園特設野外ステージ/城天
【第28回】2014.12.20(土)《大阪》天王寺Fireloop
【第27回】2014.11.23(日・祝)《大阪》大阪城公園特設野外ステージ/城天
【第26回】2014.11.15(土)《京都》四条大宮Studio 246 KYOTO Lst/稽古場公演
【第25回】2014.11.8(日)《東京》東京ビッグサイト OUTDOOR LIVE STAGE/デザインフェスタ
【第24回】2014.10.26(日)《大阪》大阪城公園特設野外ステージ/城天
【第23回】2014.10.18(土)《大阪》大阪国際大学 奥田メモリアルホール/学園祭
【第22回】2014.10.12(日)《京都》祇園 SILVER WINGS
【第21回】2014.9.27(土)《大阪》天王寺 Fireloop
【第20回】2014.9.21(日)《滋賀》守山 Blue
【第19回】2014.8.31(日)《京都》四条大宮 Studio246KYOTO Lst/稽古場公演
【第18回】2014.8.3(日)《大阪》梅田 シャングリラ
【第17回】2014.7.21(月・祝)《大阪》天王寺 Fireloop
【第16回】2014.6.27(金)《京都》四条大宮 Studio246KYOTO Lst/稽古場公演
【第15回】2014.6.8(日)《京都》二条 GROWLY
【第14回】2014.5.17(土)《東京》渋谷 eggman/EMERGENZA JAPAN 準決勝
【第13回】2014.5.6(火・祝)《大阪》心斎橋 FANJ
【第12回】2014.4.29(火・祝)《大阪》江坂 MUSE
【第11回】2014.4.25(金)《京都》四条大宮 Studio246KYOTO Lst/稽古場公演
【第10回】2014.4.6(日)《大阪》大阪城公園特設野外ステージ/城天
【第9回】2014.3.16(日)《大阪》京橋 ism
【第8回】2014.3.9(日)《大阪》国際大学 奥田メモリアルホール
【第7回】2014.3.1(土)《東京》渋谷 TAKE OFF 7/EMERGENZA JAPAN 予選
【第6回】2014.2.28(金)《京都》四条大宮 Studio 246 KYOTO Lst/稽古場公演
【第5回】2014.2.16(日)《香川》高松 MONSTER
【第4回】2014.2.8(土)《京都》木屋町 DEWEY
【第3回】2014.1.26.(日)《大阪》天王寺 Fireloop
【第2回】2014.1.4(土)《京都》祇園 SILVER WINGS
【第1回】2013.12.8(日)《新潟》上越 EARTH/２マン公演
【新生奏手候 第0回】2013.11.27(水)《京都》四条大宮 Studio 246 KYOTO Lst/稽古場公演
(2010～2013 旧奏手候)
(2010 お優美加入)
(2008 狐弐 奏手候創立)

## メンバー（奏手衆）

### 狐弐（Koni）
流行には無頓着であるが煙管や瓢箪、水晶細工等、拘りが強い。

### お優美（Oyumi）
西洋菓子を好む。

### 古都旺（Kotsuo）
人当たりが良く、明るく陽気、飄々とした性格であるが、その私生活は謎に包まれている。
加入当初は八弦でなく鋭利な形の七弦を相棒にしていた。

### アカマチクリエーションチーム
投影師：シュンスケ(Syunsuke)
音響師：山本ヤスヒロ(Yasuhiro Yamamoto)
撮影師：狐庵(Koan)
絵画師：はとりべ(Hatoribe)、堂丸(Doumaru)

## ディスコグラフィ
| 発売年月日    | アルバムタイトル | 収録曲 |  |
| ------------- | ---------------- | --- |  |
| 2014年11月8日 | 第一楽曲集       | 1.百鬼夜行 2.万丈嘶鬼山 3.啄三と鉄馬車 4.波敷村の勇魚唄 5.菩廼寺の紅雪 6.お涼の酉籠 7.我妻の花道                                       |  |
| 2016年7月17日 | 第二楽曲集       | 1.宝ヶ峰 2.巴鴉 3.亜寡町炎上 4.人斬り禅兵衛 5.碧眼姫 6.宗右衛門の鷹 7.葛篭の三姉妹 8.吉原狐舞甚句 9.我妻の花道(語り付ボーナストラック) |  |
| 2018年3月24日 | 第三楽曲集       | 1.韋駄天の雲介 2.地走団歌 3.女鬼武者 4.桜小路暮色 5.大満様 6.千閂寺の筆 7.源次郎の花火 8.菩迺寺の紅雪 (ボーナストラック)               |  |
| 2019年4月13日 | 黒盤             | 1.巴鴉 2.妖刀黒椿 3.万丈嘶鬼山 4.お涼の酉籠 5.亜寡町炎上                                                                               |  |